# 羅伯特·朱利斯·川普勒
羅伯特·朱利斯·川普勒（Robert Julius Trumpler，1886年10月2日—1956年9月10日）是一位瑞士裔美國天文學家。

## 生平
1886年10月2日，川普勒出生於瑞士。川普勒進入蘇黎世大學學習，後來轉學到哥廷根大學，並於1910年獲得博士學位。1915年，第一次世界大戰期間，他移民到美國並進入加州大學就讀。他在亞利加尼天文台任職，後來去了利克天文台。1921年，他成為美國歸化公民。1932年，他當選為美國國家科學院院士。
他最著名的觀察是—較遠的疏散星團的亮度低於預期，而且恆星看起來更紅。這是因為星際塵埃散佈在星系中，導致光的吸收（消光）或星際消光。
川普勒進一步研究並記錄了疏散星團，以確定銀河系的大小。起初他認為將銀河系直徑的上限設定為約10,000秒差距，而太陽的位置略靠近中心，儘管他後來修改了這一觀點。在對疏散星團進行分類時，他還根據星團內觀測到的恆星數量、這些恆星在星團中心的集中程度以及它們的視亮度範圍設計了一個分類系統，被稱為川普勒分類，至今仍在使用。

## 相關文獻
- Weaver, Harold; Weaver, Paul. . Publications of the Astronomical Society of the Pacific. August 1957, 69 (409): 304. Bibcode:1957PASP...69..304W. doi:10.1086/127076 .
- Winkler, Kurt, "Robert Julius Trumpler and the Cosmos: The Contributions of a Swiss American Astronomer," Swiss American Historical Society Review, vol. 49, no. 2 (2013), p. 1-9.